# Lymeon setosus
Lymeon setosus là một loài tò vò trong họ Ichneumonidae.